# 679 Artists
679 Artists, anteriormente conocida como 679 Recordings o Sixsevenine, es una compañía discográfica fundada en el 2001 por Nick Worthington, aunque se desconoce en la actualidad si sigue en sus operaciones la compañía.
Uno de los primeros trabajos de la discográfica fue el álbum debut de estudio del grupo de hip-hop alternativo británico The Streets titulado «Original Pirate Material».

## Algunos artistas de la discográfica
- Death from Above 1979
- Mystery Jets
- Secret Machines
- The Futureheads
- The Polyphonic Spree
- The Rifles
- The Stills
- The Streets